# Ike Willis
Isaac "Ike" Willis (nacido el 12 de noviembre de 1955) es un vocalista y guitarrista estadounidense que fue miembro regular de las bandas de estudio y gira de Frank Zappa y desde 1978 hasta la última gira en 1988 . No viajó con Zappa en 1981 y 1982 porque quería estar en casa para el nacimiento de sus dos hijos, pero volvió a viajar con Zappa en sus dos últimas giras en 1984 (que Zappa pretendía en su momento fuera su última gira) y 1988. Actualmente realiza giras con las bandas tributo Bogus Pomp, Ossi Duri, Project/Object, Pojama People, Ugly Radio Rebellion and ZAPPATiKA. También actuó varias veces con la banda brasileña de versiones de Zappa, The Central Scrutinizer Band, The Muffin Men, y con las bandas italianas Ossi Duri y Elio e le Storie Tese. Además, ha aparecido varias veces en el festival anual Zappanale en Bad Doberan, Alemania. Es el más reconocido por su implicación en las grabaciones de Zappa tales como tocar en Joe's Garage, proporcionando voces en Tinsel Town Rebellion Band, You are what you is, y The Man from Utopía así como narrador en el musicla conceptual de off Broadway de Zappa, Thing-Fish.
Willis también hace regularmente trabajos de voz de estudio y escribe composiciones para películas. También crea música en solitario y dirige The Ike Willis Band. Ha publicado dos álbumes de estudio en solitario bajo su propio nombre y está trabajando en otro álbum. 
Actualmente, su  de Ike Willis biografía está siendo escrita por un grupo de amigos y fanes que se llaman Project Scrutinizer.

## Años con Frank Zappa

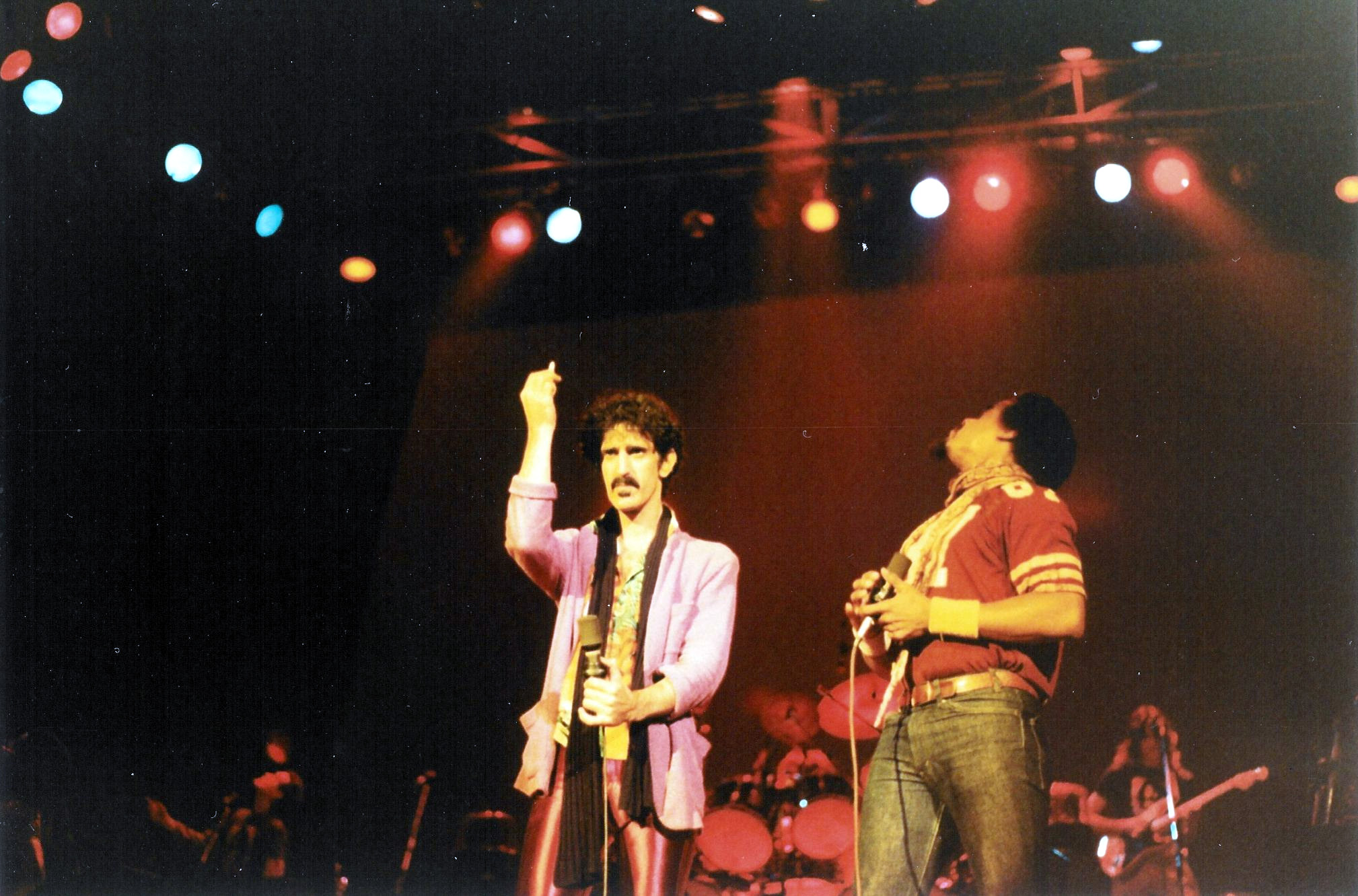
Willis y Zappa en 1980

El triple LP Joe's Garage incluyó al cantante Ike Willis como la voz del personaje "Joe" en una ópera rock sobre el peligro de los sistemas políticos, y la supresión de la libertad de expresión y música, inspirada en parte por la revolución iraní que había hecho ilegal la música dentro de su jurisdicción en ese momento - y sobre la "relación extraña que los estadounidenses tienen con el sexo y la franqueza sexual". El álbum contiene canciones de rock como "Catholic Girls" (una respuesta a las controversias de "Jewish Princess"), "Lucille Has Messed My Mind Up", y la pista del título, así como extensas improvisaciones de guitarra grabadas en vivo combinadas con una banda de estudio dominada por el baterista Vinnie Colaiuta (con quien Zappa tuvo una relación musical particularmente buena). En algunas de las pistas Zappa superpone material grabado en diferentes firmas de tiempo, un proceso que él denominó xenochrony. El álbum contiene una de las piezas de guitarra de Zappa, "Watermelon in Easter Hay".
• “Black Napkins,” una pista del álbum de 1976 “Zoot Allures,” fue uno de los primeras canciones de Zappa que dejó una impresión profunda en él.
•  Conoció a Zappa durante un concierto en su escuela en 1977, la Universidad de Washington, en St. Louis, su ciudad natal.
•Toca en media docena de bandas homenaje que tocan la música de Zappa, incluyendo la de Oregón Pojama People y la  Italiana Ossi Duri.
• Lamenta profundamente que Zappa muriera antes de que fuera capaz de incluirlo en una banda que también habría viajado en 1996, el 25 aniversario de la publicación de  "200 Motels", el surrealista pseudodocumental musical surrealista .La banda también iba habría incluido a Flo & Eddie y George Duke.
• Uno de sus mantras favoritos de Zappa es “¡Cuanto más estúpido es, más nos gusta! "

## Discografía

### Con Frank Zappa
| Año  | Álbum                                           | Discográfica            |
| ---- | ----------------------------------------------- | ----------------------- |
| 1979 | Joe's Garage Act I                              | Zappa Records           |
| 1979 | Joe's Garage Acts II & III                      | Zappa Records           |
| 1981 | Tinseltown Rebellion                            | Barking Pumpkin Records |
| 1981 | Shut Up 'n Play Yer Guitar                      | Barking Pumpkin Records |
| 1981 | Shut Up 'n Play Yer Guitar Some More            | Barking Pumpkin Records |
| 1981 | Return of the Son of Shut Up 'n Play Yer Guitar | Barking Pumpkin Records |
| 1981 | You Are What You Is                             | Barking Pumpkin Records |
| 1982 | Ship Arriving Too Late to Save a Drowning Witch | Barking Pumpkin Records |
| 1983 | The Man from Utopia                             | Barking Pumpkin Records |
| 1984 | Them or Us                                      | Barking Pumpkin Records |
| 1984 | Thing-Fish                                      | Barking Pumpkin Records |
| 1985 | Frank Zappa Meets the Mothers of Prevention     | Barking Pumpkin Records |
| 1986 | Does Humor Belong in Music?                     | EMI                     |
| 1988 | Guitar                                          | Barking Pumpkin Records |
| 1988 | You Can't Do That on Stage Anymore, Vol. 1      | Rykodisc                |
| 1988 | Broadway the Hard Way                           | Barking Pumpkin Records |
| 1989 | You Can't Do That on Stage Anymore, Vol. 3      | Rykodisc                |
| 1991 | The Best Band You Never Heard in Your Life      | Barking Pumpkin Records |
| 1991 | Make a Jazz Noise Here                          | Barking Pumpkin Records |
| 1991 | You Can't Do That on Stage Anymore, Vol. 4      | Rykodisc                |
| 1992 | You Can't Do That on Stage Anymore, Vol. 6      | Rykodisc                |